# Xysticus chaparralis
Xysticus chaparralis is een spinnensoort uit de familie van de krabspinnen (Thomisidae).
De wetenschappelijke naam van de soort werd in 1965 gepubliceerd door R.X. Schick.